# San Marinó-i forgalmi rendszámok

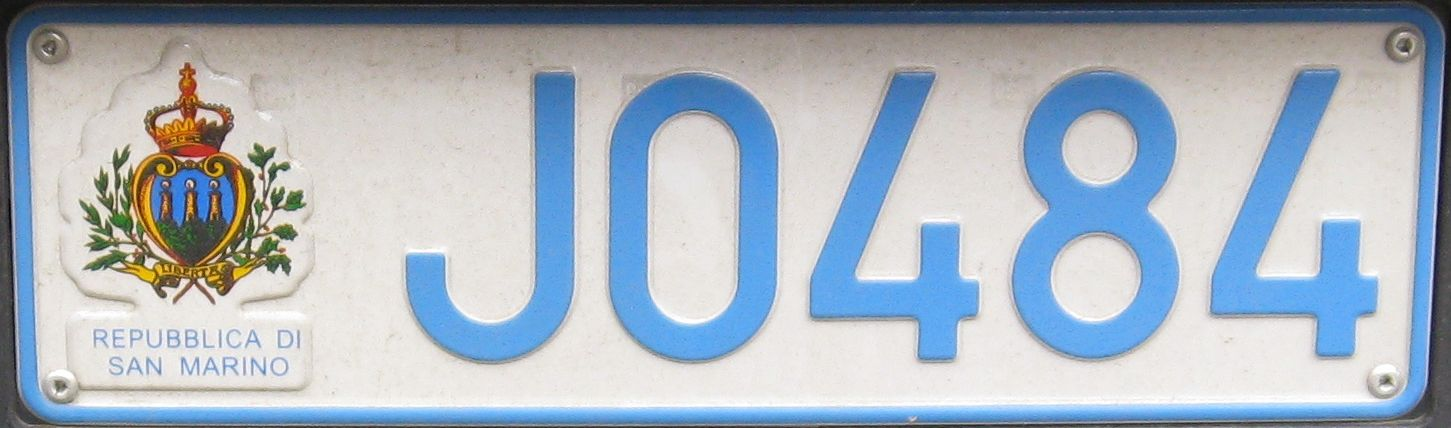
San Marinó-i rendszámtábla

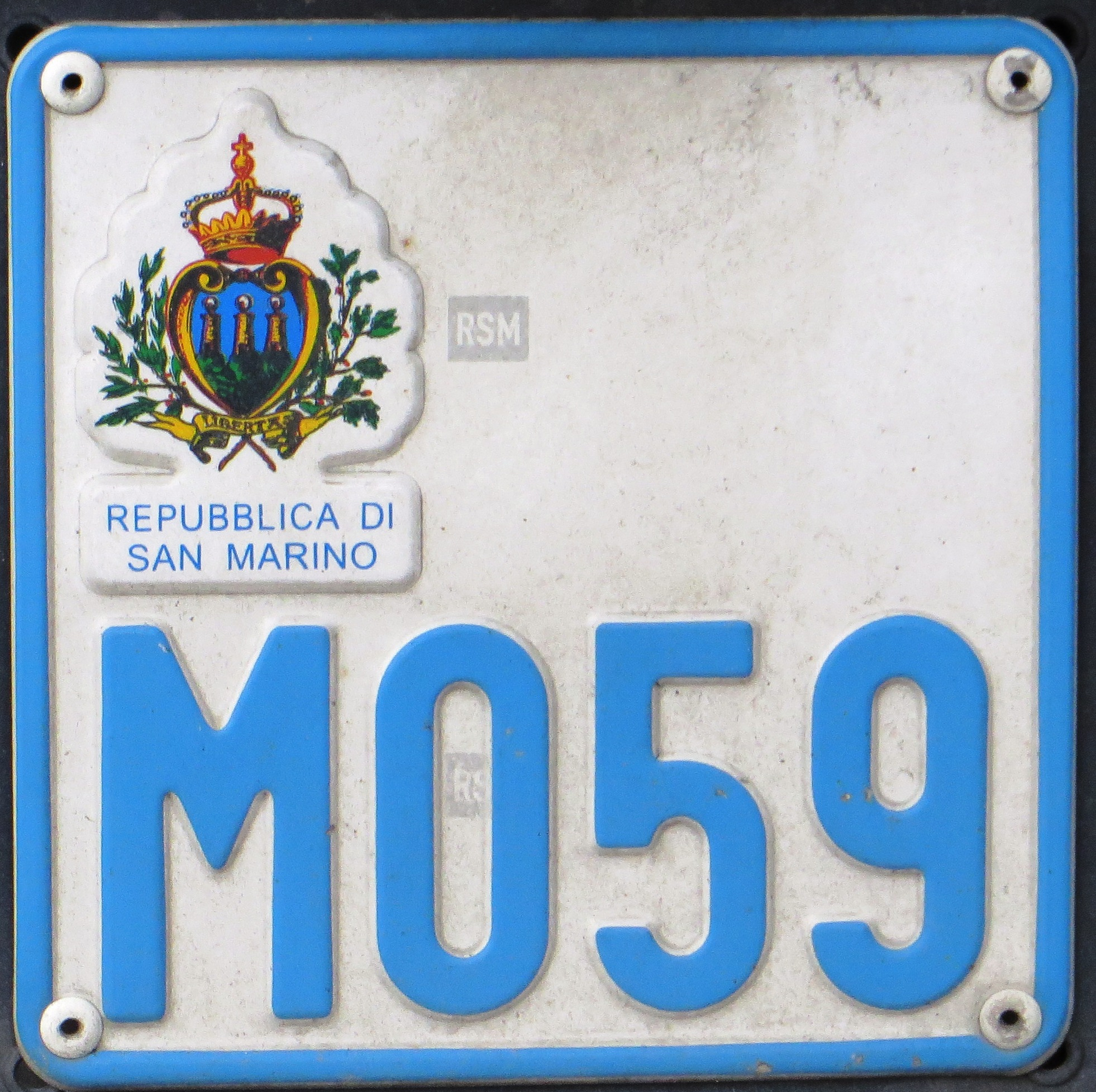
San Marinó-i motorkerékpár-rendszám

A San Marinó-i forgalmi rendszámok a San Marinó-i hatóságok által a személygépjárműveket azonosító L-XXXX alakú hivatalos jelek, amelyek a járművekre erősített szabványos rendszámtáblákon fehér alapon, kék karakterekkel vannak feltüntetve. A rendszámtábla bal oldalán a San Marinó-i nemzeti címer található. Számos jármű azonban fekete-fehér színű, „RSM” jármű-azonosító jelzéssel ellátott rendszámtáblával közlekedik. 2004 óta az egyedi rendszámok is rendelkezésre állnak az országban.

## Speciális rendszámok
| kód     | Típus              | Kinézet |  |
| ------- | ------------------ | ------- |  |
| CD      | diplomata rendszám |         |  |
| CRS     | vöröskeresztes     |         |  |
| GE      | csendőrség         |         |  |
| POLIZIA | rendőrség          |         |  |
| PROVA   | próba              |         |  |
| R       | utánfutó           |         |  |
| VU      | honvédség          |         |  |